# Proterorhinus semilunaris
Espèce
Synonymes
- Proterorhinus marmoratus (Pallas, 1814)

Statut de conservation UICN

 LC  : Préoccupation mineure
Le Gobie demi-lune (Proterorhinus semilunaris), appelé aussi Gobie à nez tubulaire, est une espèce de poissons de l'ordre des Perciformes de la famille des Gobiidae. 
Originaire du bassin Ponto-Caspien, il fait partie du cortège des gobies invasifs ayant profité du canal Rhin-Main-Danube pour coloniser les cours d'eau d'Europe de l'Ouest. Il a été trouvé pour la première fois en France dans le Rhin en 2007. Il se répand actuellement dans les cours d'eau du nord-est du pays, de même qu'en Belgique. Il est également invasif en Amérique du Nord, notamment dans les Grands Lacs. Mais ce gobie est notablement différent écologiquement et morphologiquement des autres espèces de gobies invasifs : il est beaucoup plus petit et préfère vivre dans les herbiers aquatiques. Il semble a priori avoir moins d'impact que les autres espèces.
Il peut être confondu avec Proterorhinus marmoratus, mais ce dernier est génétiquement distinct et ne vit que dans les eaux salées ou saumâtres.